# 에른스트 하펠
에른스트 프란츠 헤르만 하펠(Ernst Franz Hermann Happel, 1925년 11월 29일 빈 ~ 1992년 11월 14일 인스브루크)은 오스트리아의 전직 축구 선수이자 축구 감독이었다.
그는 네덜란드, 벨기에, 독일, 오스트리아에서 리그와 컵대회를 우승하는 것은 물론이며, 유러피언컵을 1970년과 1983년에 두 차례 우승하고, 1978년 FIFA 월드컵에서 준우승을 거둔 가장 성공적인 감독으로 손꼽힌다. 그는 오트마어 히츠펠트와 조제 모리뉴와 더불어 유러피언컵을 두개의 다른 클럽에서 우승한 감독이다. 그는 조제 모리뉴, 조반니 트라파토니, 토미슬라브 이비치와 더불어 유럽 4개의 다른 국가에서 우승을 거둔 감독들 중 하나이기도 하다.

## 선수 경력

### 클럽 경력
하펠은 SK 라피트 빈에서 17세의 나이에 1군 프로데뷔를 하였다. 그는 막스 메르켈과 더불어 강력한 수비를 형성하였고, 라피트 소속으로는 1943년에서 1954년, 1956년에서 1959년까지 총 14년을 활약하며, 6차례 오스트리아 리그 우승을 거두었다. 1999년, 그는 라피트 세기의 팀 멤버들 중 하나로 선정되었다.
라피트에서 14년동안 활약하던 도중 2년동안 해외로 잠시 이적하였는데, 그 클럽은 프랑스의 RC 파리였다.

### 국가대표팀 경력
1947년 9월, 그는 오스트리아 국가대표팀 데뷔전을 헝가리를 상대로 치루었으며, 스위스에서 열린 1954년 FIFA 월드컵에도 참가하였는데, 이 대회에서 오스트리아는 3위를 차지하였다. 하펠은 이어지는 1958년 FIFA 월드컵에도 참가하였다.
그는 1958년 9월 유고슬라비아전 국가대표팀 경기 마지막 출장으로 두었다. 그는 51경기에 출장하여 5골을 득점하였다.

## 감독 경력
현역 은퇴 이후, 하펠은 역대 최고의 감독들 중 하나가 되었다. 그는 4개의 다른 국가에서 리그 우승을 경험하였다. 그는 또한 두개의 다른 클럽에서 유러피언컵 (UEFA 챔피언스리그의 전신) 을 우승하였고, 네덜란드 국가대표팀을 이끌고 1978년 FIFA 월드컵 준우승을 거두었다. 그가 1962년에 처음으로 지휘봉을 잡은 클럽은 ADO 덴하흐로, 1968년에 KNVB컵 우승을 거두었다. 이후, 그는 페예노르트로 이적하여 1971년에 네덜란드 챔피언쉽 우승을 거두었으며, 1970년에는 유러피언컵과 인터콘티넨털컵의 정상에 올랐다.
아르헨티나에서 열린 1978년 FIFA 월드컵에서 하펠은 네덜란드를 이끌고 결승에 올랐으나 아르헨티나를 결승에서 상대하였다. 그는 말이 적은 인물로, 하펠은 결승전 경기에 앞서 한문장의 문장만 말하였다: "제군들, 2점." 이후 네덜란드는 경기에서 패하였다.
그는 세비야 FC, 클뤼프 브뤼허 KV (벨기에 프로 리그에서 여러차례 우승을 거두었다.), 그리고 함부르거 SV (푸스발-분데스리가 1981-82 시즌과 1982-83 시즌 우승, DFB-포칼 1986-87 우승)의 사령탑을 역임하였다.
1982-83 시즌, 그는 13년전의 페예노르트 때의 경우처럼 함부르거 SV를 이끌고 유러피언컵을 또다시 제패하였다. 그는 유러피언컵 (현재의 UEFA 챔피언스리그) 역사상 두개의 다른 클럽에서 우승한 세명의 감독 (다른 두명은 보루시아 도르트문트, FC 바이에른 뮌헨을 이끌고 우승한 오트마어 히츠펠트와 FC 포르투, FC 인테르나치오날레 밀라노를 이끌고 우승한 조제 모리뉴이다.)으로 기록되었다.
1987년 하펠은 오스트리아로 복귀하여 FC 슈바로프스키 티롤의 감독이 되었다. FC 티롤의 사령탑으로 그는 오스트리아 챔피언쉽을 두 차례 (1989년과 1990년) 우승하였고, 이후 1992년에 오스트리아 국가대표팀의 사령탑이 되었다.

## 사망
그는 1992년 향년 66세의 나이에 폐암으로 별세하였다. 사망 후, 오스트리아의 최대 축구 경기장인 빈의 프라터슈타디온 (Praterstadion) 은 에른스트 하펠 슈타디온 (Ernst Happel Stadion)으로 개칭되었다. 그의 사망 나흘 후, 오스트리아는 독일과 경기를 벌였고, 시합은 0-0으로 종료되었다. 에른스트 하펠의 모자는 경기 내내 벤치에 놓여 있었다.

## 감독 통계
| 팀                 | 취임            | 해임             | 기록 | 기록 | 기록 | 기록 | 기록   | 기록 |
| 팀                 | 취임            | 해임             | 전   | 승   | 무   | 패   | 승률 % |      |
| ------------------ | --------------- | ---------------- | ---- | ---- | ---- | ---- | ------ | ---- |
| ADO 덴하흐         |                 |                  |      |      |      |      |        |      |
| 페예노르트         |                 |                  |      |      |      |      |        |      |
| 세비야 FC          |                 |                  |      |      |      |      |        |      |
| 클뤼프 브뤼허 KV   |                 |                  |      |      |      |      |        |      |
| 네덜란드           | 1977년 8월 31일 | 1978년 6월 25일  |      |      |      |      |        |      |
| 하럴버커           |                 |                  |      |      |      |      |        |      |
| 스탕다르 리에주    | 1979년 7월 1일  | 1981년 6월 30일  |      |      |      |      |        |      |
| 함부르거 SV        | 1981년 7월 1일  | 1987년 6월 30일  |      |      |      |      |        |      |
| FC 티롤 인스브루크 | 1987년 7월 1일  | 1991년 12월 1일  |      |      |      |      |        |      |
| 오스트리아         | 1992년 1월 1일  | 1992년 11월 14일 |      |      |      |      |        |      |
| 합산               |                 |                  |      |      |      |      |        |      |

## 수상

### 선수

#### SK 라피트 빈
- 오스트리아 분데스리가 : 1946, 1948, 1951, 1952, 1954, 1957
- 오스트리아 컵 :1946
- 첸트로파컵 : 1951

### 감독

#### ADO 덴하흐
- KNVB컵 : 1967–68

#### 페예노르트
- 에레디비시 : 1970–71
- 유러피언컵 : 1969-70
- 인터콘티넨털컵 : 1970

#### 클뤼프 브뤼허
- 벨기에 프로 리그 : 1975–76, 1976–77, 1977–78
- 벨기에컵 : 1976–77
- UEFA컵 준우승 : 1975-76
- 유러피언컵 준우승 : 1977-78

#### 스탕다르 리에주
- 벨기에컵 : 1980–81
- 벨기에 슈퍼컵 : 1981

#### 네덜란드
- FIFA 월드컵 준우승 : 1978

#### 함부르크
- 분데스리가 : 1981-82, 1982-83
- DFB-포칼 : 1986-87
- 유러피언컵 : 1982-83
- UEFA컵 준우승 : 1981-82
- UEFA 슈퍼컵 준우승 : 1983
- 인터콘티넨털컵 준우승 : 1983

#### 티롤 인스부르크
- 오스트리아 챔피언쉽 : 1988–89, 1989–90
- 오스트리아컵 : 1988–89

### 선정
- 제프 헤어베르거 상 : 1978, 1983
- 유럽 올해의 감독 : 1982-83
- 프랑스풋볼 선정 역대 최고의 감독 9위
- 월드사커 선정 역대 최고의 감독 9위
- ESPN 선정 역대 최고의 감독 13위